# Ariarathes II của Cappadocia
Ariarathes II (tiếng Hy Lạp cổ: Ἀριαράθης, Ariaráthēs; cai trị từ năm 301- năm 280 TCN), phó vương và là vua của Cappadocia, ông là con trai của Holophernes. Ông đã chạy trốn tới Armenia sau cái chết của người chú và cũng là người cha nuôi Ariarathes I, vua của Cappadocia. Sau cái chết của Eumenes, ông đã khôi phục lại được xứ Cappadocia với sự hỗ trợ từ Ardoates, vua của Armenia, và giết chết Amyntas, viên phó vương người Macedonia, trong năm 301 TCN, nhưng sau đó ông đã buộc phải chấp nhận trở thành chư hầu của nhà Seleukos. Ông đã được kế vị bởi Ariamnes, người con cả trong số ba người con trai của mình.